# (3263) Bligh
(3263) Bligh (1932 CN) – planetoida z grupy pasa głównego asteroid okrążająca Słońce w ciągu 3,75 lat w średniej odległości 2,41 j.a. Odkryta 5 lutego 1932 roku.